# Étienne de Silhouette
Étienne de Silhouette (5. července 1709 Limoges – 20. ledna 1767 Bry-sur-Marne) byl francouzský ekonom a politik. Pocházel z baskického rodu, který se původně psal Zulueta, jeho otec byl státním úředníkem v Limoges. Vystudoval ekonomii a dlouho pobýval v Anglii, překládal do francouzštiny díla Alexandera Popea, Williama Warburtona a Henryho Bollingbrokea, jeho názory byly ovlivněny osvícenstvím. Jako chráněnec Madame de Pompadour byl v roce 1759 jmenován ministrem financí. Snažil se ozdravit hospodářství podporou volného obchodu a zvyšováním daní, pro svou politiku namířenou proti privilegiím majetných vrstev upadl brzy do nemilosti a za pouhých osm měsíců byl z funkce odvolán. Dožil na zámku Château de Bry.
V jeho době přišlo do módy vytváření portrétů pomocí vystřihování obrysů z papíru a podle ministrovy úsporné politiky dostalo toto skromné umění ironický název silueta. Jmenuje se podle něj také seychelský ostrov Silhouette Island.

## Dílo
- Idée générale du gouvernement et de la morale des Chinois tirée des ouvrages de Confucius
- Lettre sur les transactions publique du règne d’Elizabeth
- Réflexions politiques de Baltasar Gracian
- Voyage de France d’Espagne de Portugal et d’Italie
- Mémoire sur la situation des finances, et sur les moyens de subvenir aux dépenses de l'Etat
- Ne repugnate vestro bono
- Mémoire des commissaires de sa majesté très chrétienne sur les possessions d’Amérique